# Archives départementales de l'Ain
Les archives départementales de l'Ain sont un service du conseil départemental de l'Ain (Auvergne-Rhône-Alpes, France).

## Histoire

### Le bâtiment

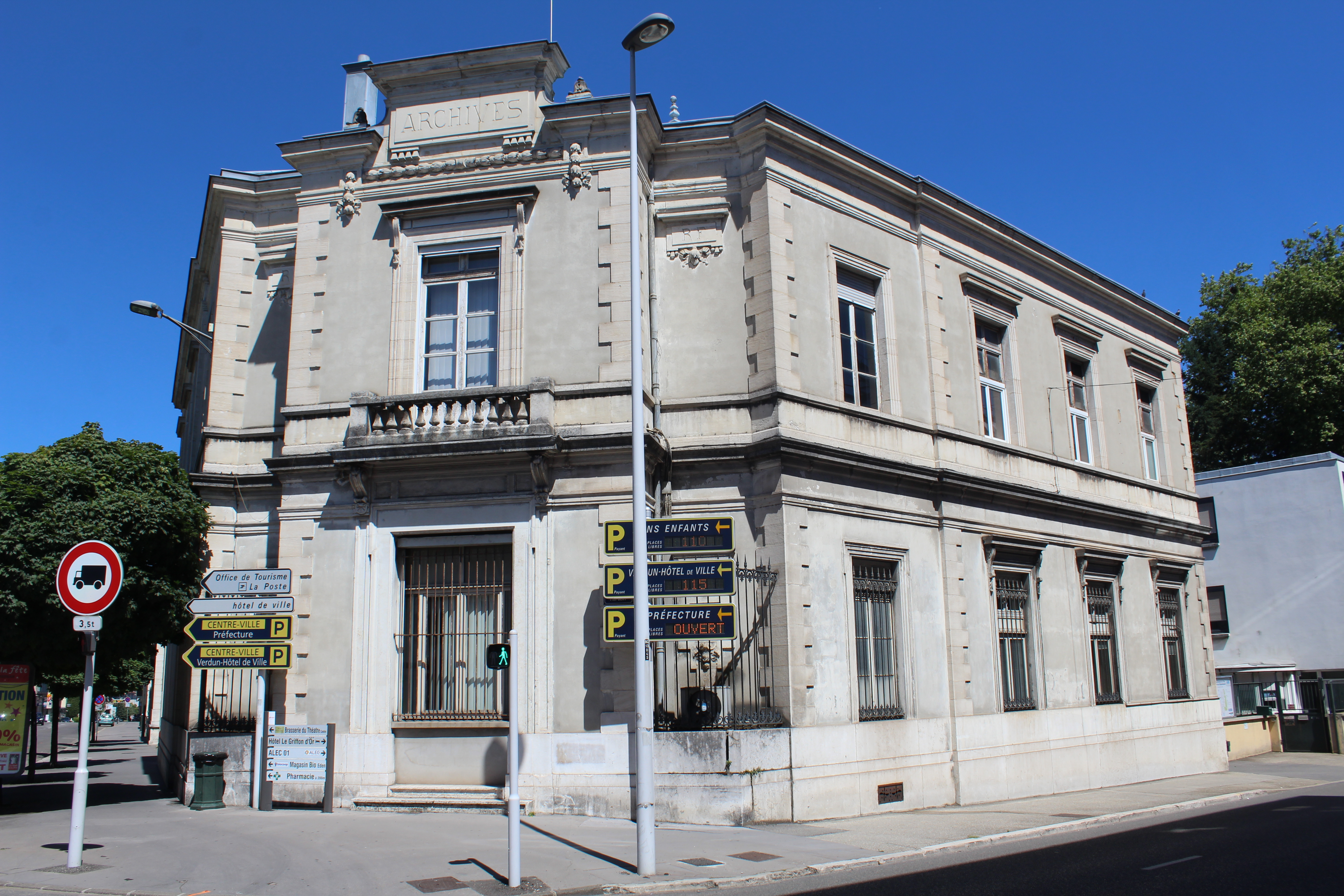
Ancien bâtiment des archives.

Le bâtiment décidé en 1906 a été par construit par l'architecte Tony Ferret, à l’angle de l’avenue Alsace-Lorraine et du boulevard Paul Bert (sur un tenant du parc de la Préfecture).
Le bâtiment actuel, situé 1 boulevard Paul Valéry à Bourg-en-Bresse, qui abrite les archives a été construit en 1976 (capacité 15 km) et agrandi en 1997 (capacité totale 40 km).

### Les directeurs
- Jules Baux (1840-1873)

- Marie-Claude Guigue (1873-1874)
- Augustin Vayssière (1874-1880)
- Joseph Brossard (1880-1897)
- Octave Morel (1897-1936)
- Claude Faure (1936-1940)
- Grivaud (1940-1941)
- Jacques Dopret (1941-1968)
- Robert Allain (1968-1972)
- Paul Cattin (1972-2003)
- Florence Beaume (2003-2020)
- Anne Gérardot (depuis 2020)

## Fonds

### Ensemble des documents conservés
Les documents conservés couvrent la période du XIe siècle à nos jours. Ils représentant plus de 315 000 documents ou registres, soit environ 200 millions de pages.

### Archives numérisées
Les archives ont mis en place un site Internet permettant la consultation des archives au format numérique.

## Pour approfondir